# Desna Cernihiv
FC Desna Cernihiv (în ucraineană ФК «Десна» Чернігів) este un club de fotbal ucrainean cu sediul în Cernihiv. Echipa joacă în prezent în primul eșalon a fotbalului ucrainean numită Premier Liga.  

## Istorie
A fost fondată în 1960 și refondată în 2010.
Promovează în divizia a doua în 2013-2014, și termină pe locul 5 în acel sezon.
După ce a terminat pe locul patru în prima divizie la sfârșitul sezonului 2019-2020, Desna se califică pentru prima dată în istoria sa în Europa League.

## Bilanț Sportiv

### Palmares
| Campionate Naționale | Cupe Naționale                                     |
| --- | -------------------------------------------------- |
| - Campionatul ucrainean L2 (0) : - Locul 2 : 2017 - Locul 3 : 2018 - Campionatul ucrainean L3 (1) : - Campioni : 1997, 2006, 2013 | - Cupa Ucrainei () : - Sferturi : 2014, 2018, 2020 |

### Bilanț european
Desna s-a calificat pentru fotbalul european pentru prima dată în sezonul 2020–21, unde va debuta în Europa League.
      Victorie
      Remiză
      Învins
| Sezon     | Competiție    | Tur       | Adversar      | Acasă | Deplasare | Total |
| --------- | ------------- | --------- | ------------- | ----- | --------- | ----- |
| 2020-2021 | Europa League | Turul III | VfL Wolfsburg | n/a   | 0 - 2     | 0 - 2 |

Note : n/a – nu s-a jucat.

## Jucători notabili

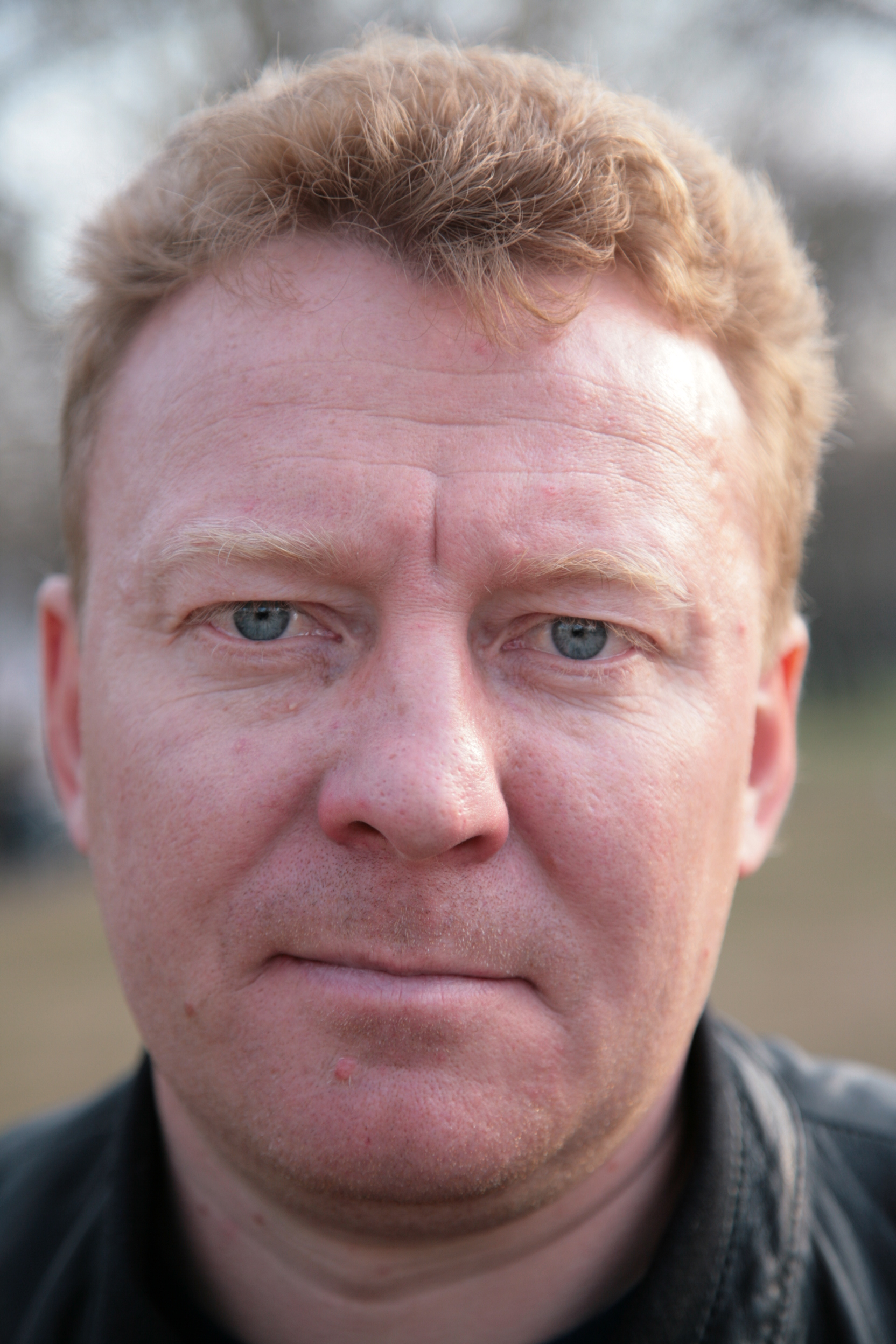
Oleh Kuznetsov
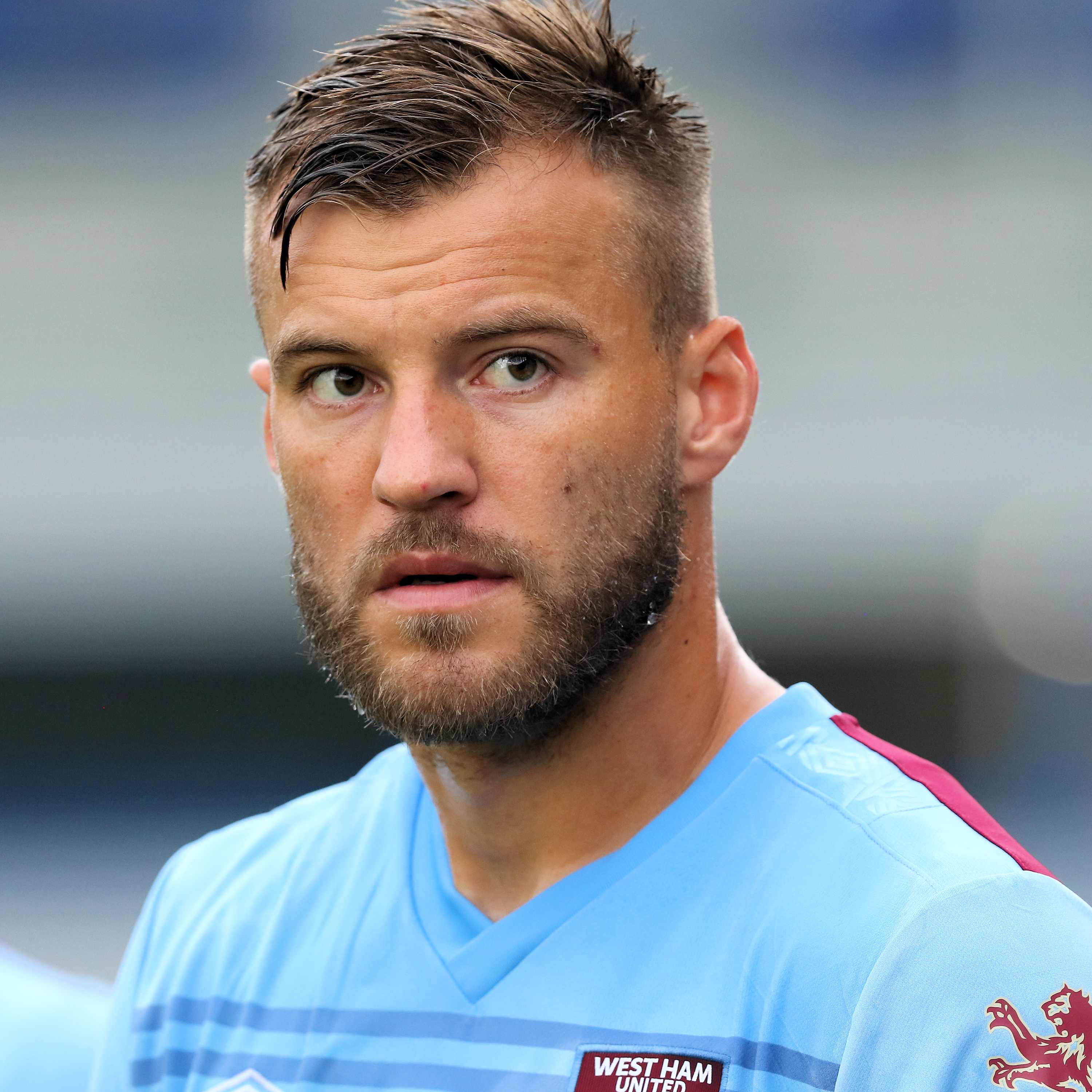
Andriy Yarmolenko
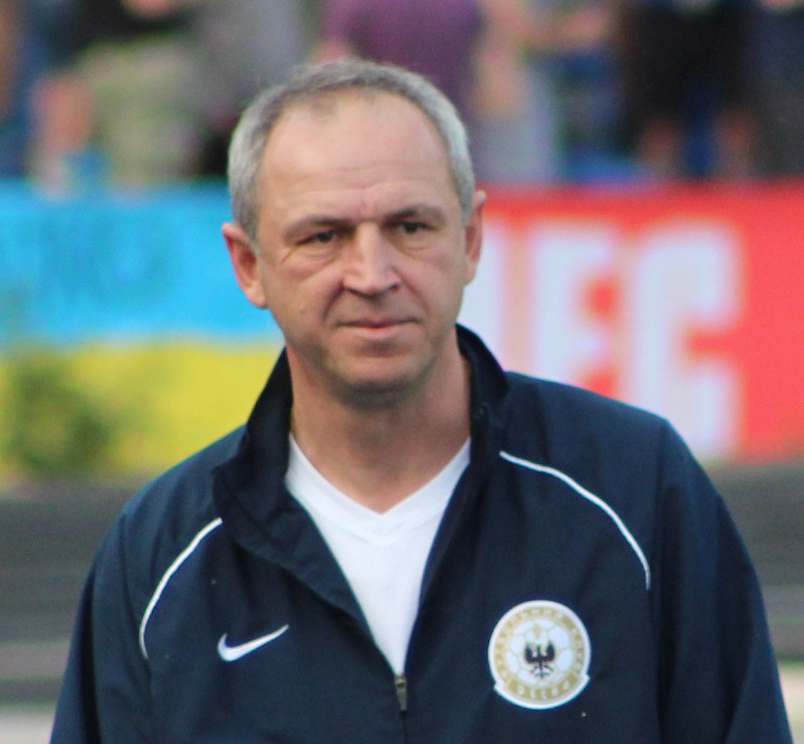
Oleksandr Ryabokon
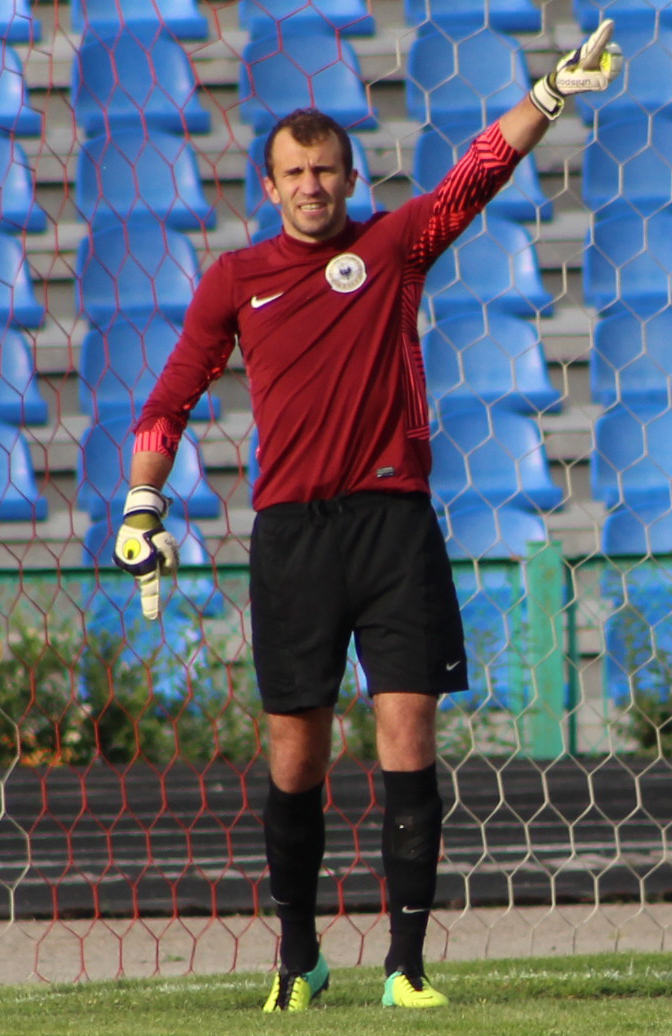
Andriy Fedorenko
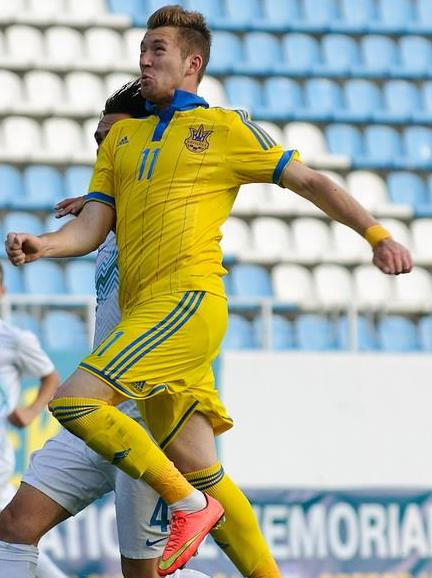
Denys Bezborodko
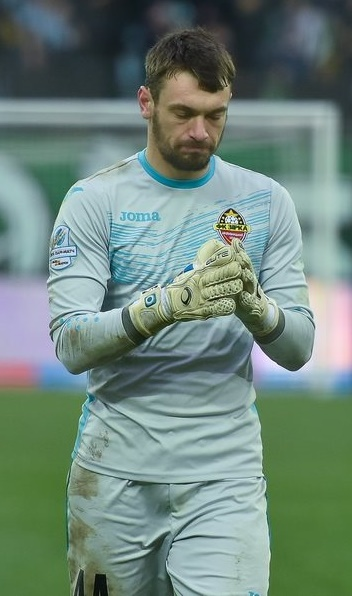
Yevhen Past
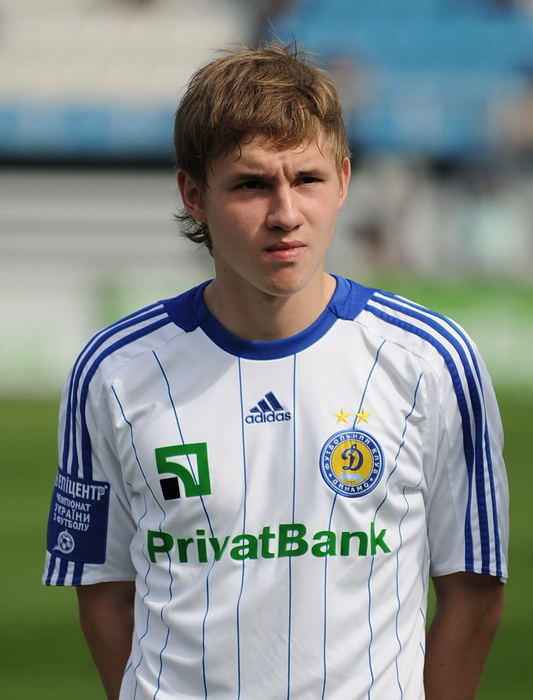
Vladyslav Kalitvintsev
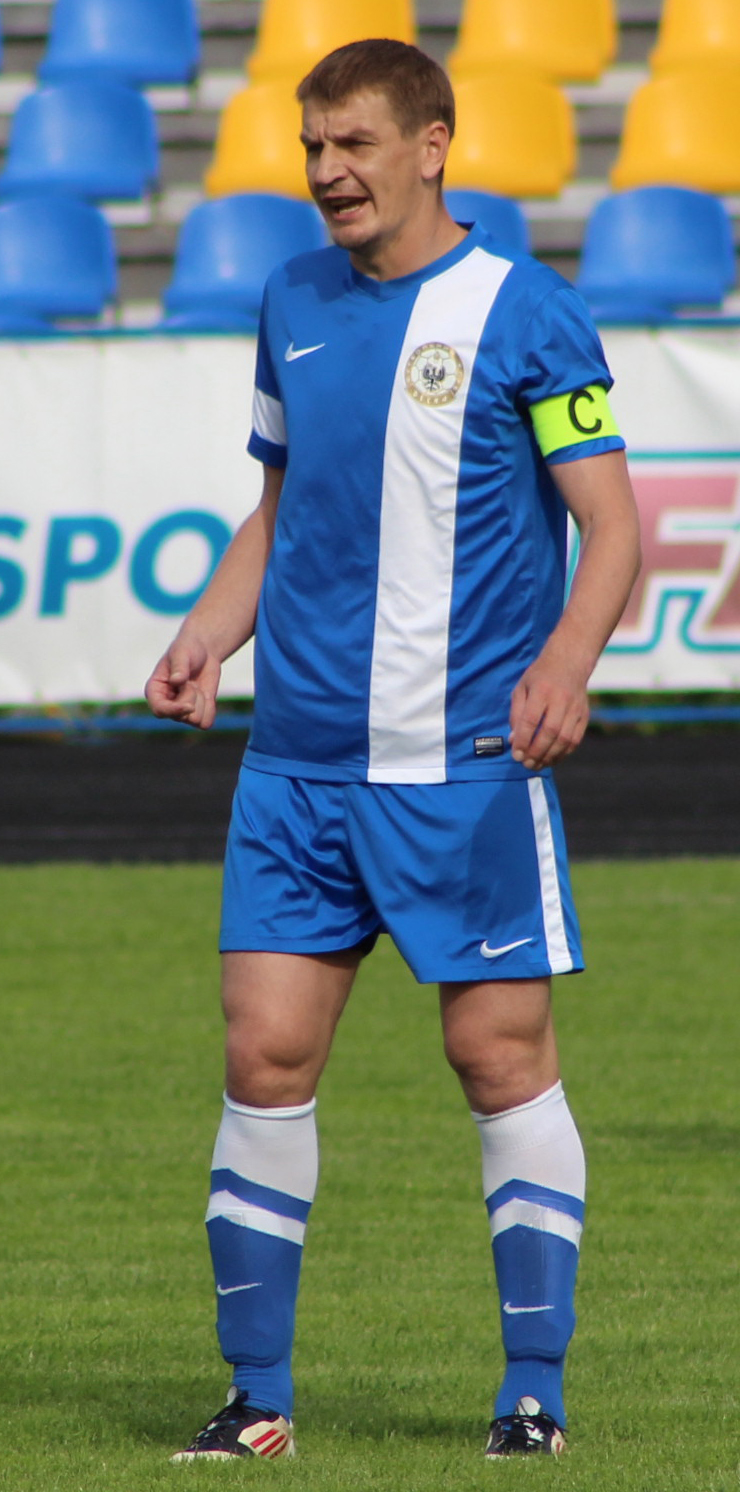
Vadym Melnyk
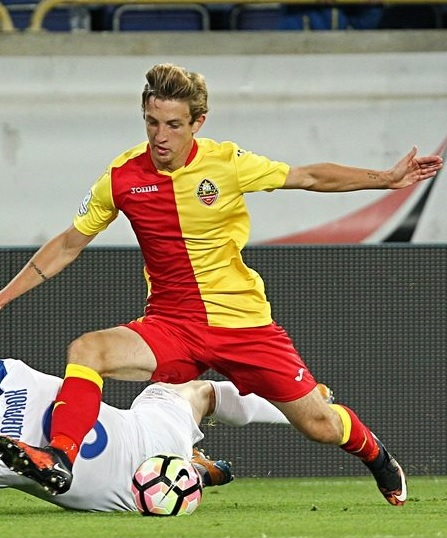
Artem Favorov
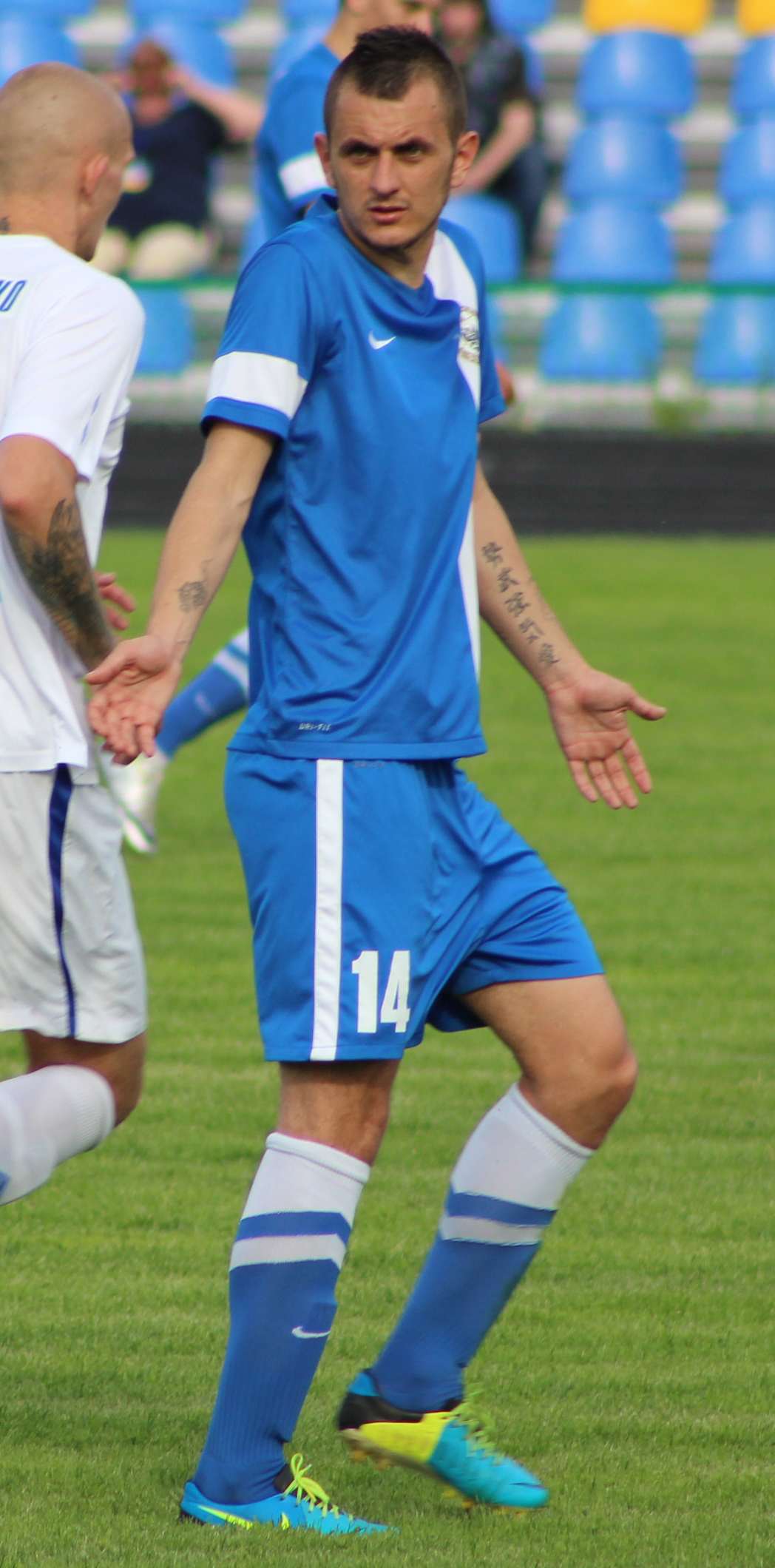
Yevhen Chepurnenko
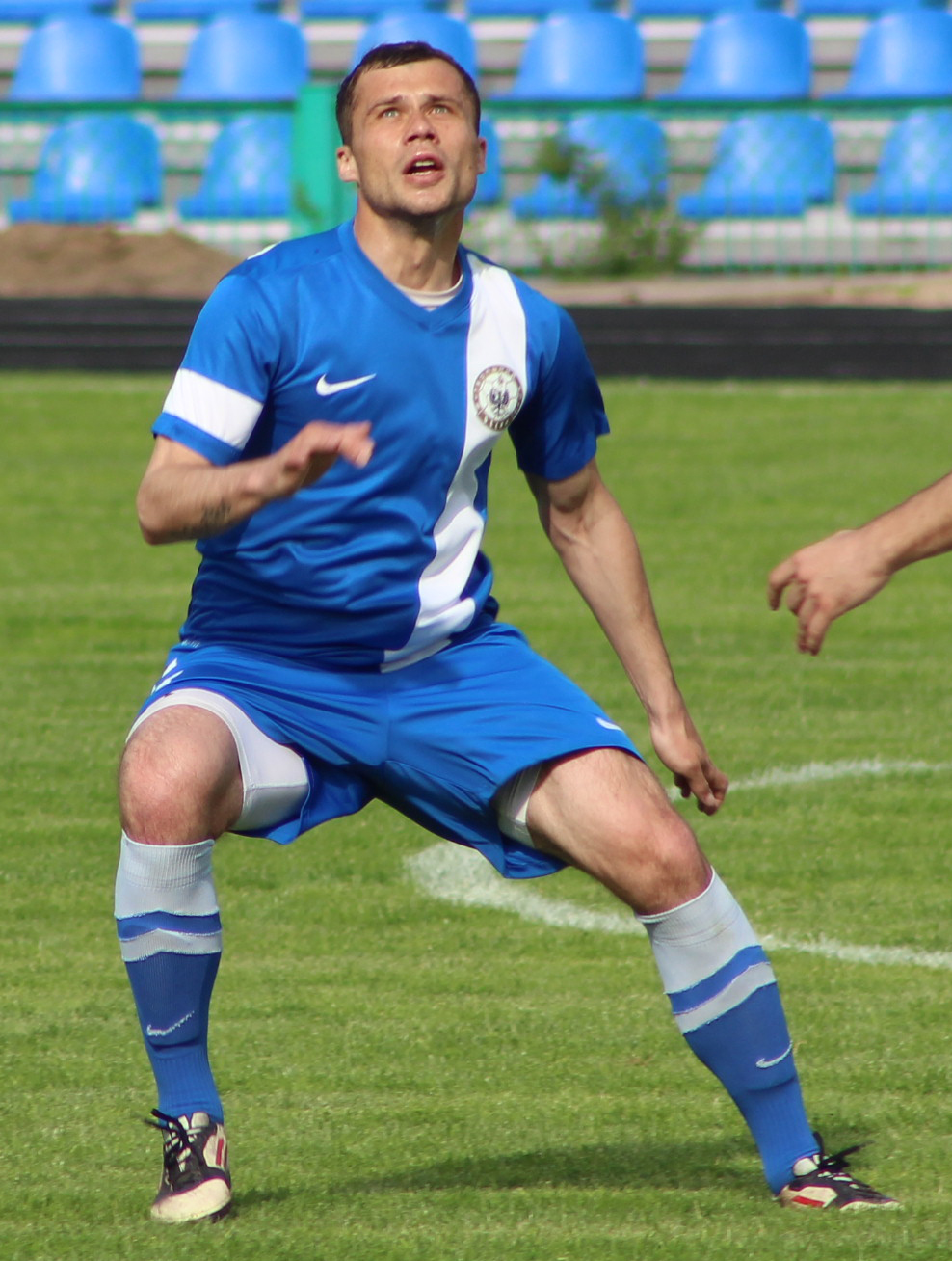
Pavlo Schedrakov
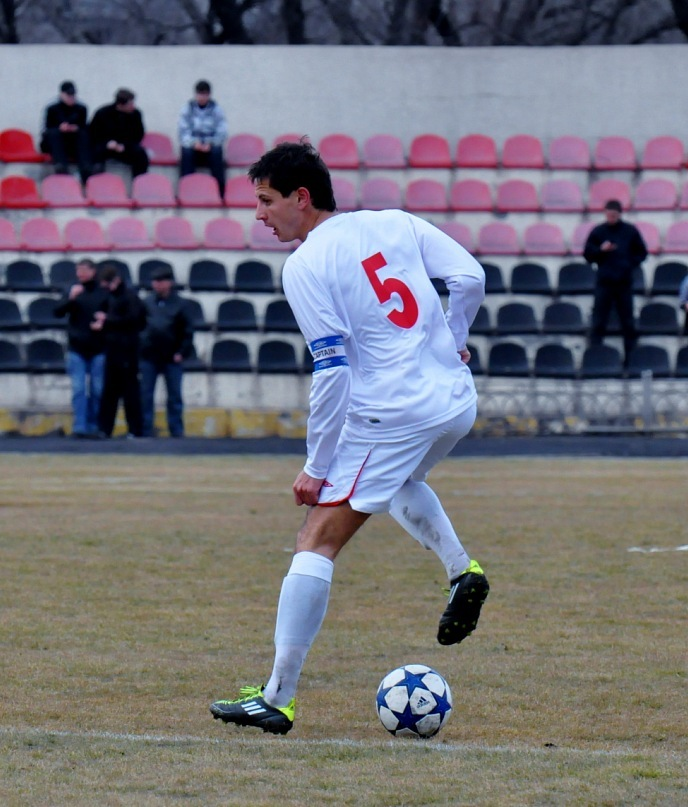
Vitaliy Havrysh
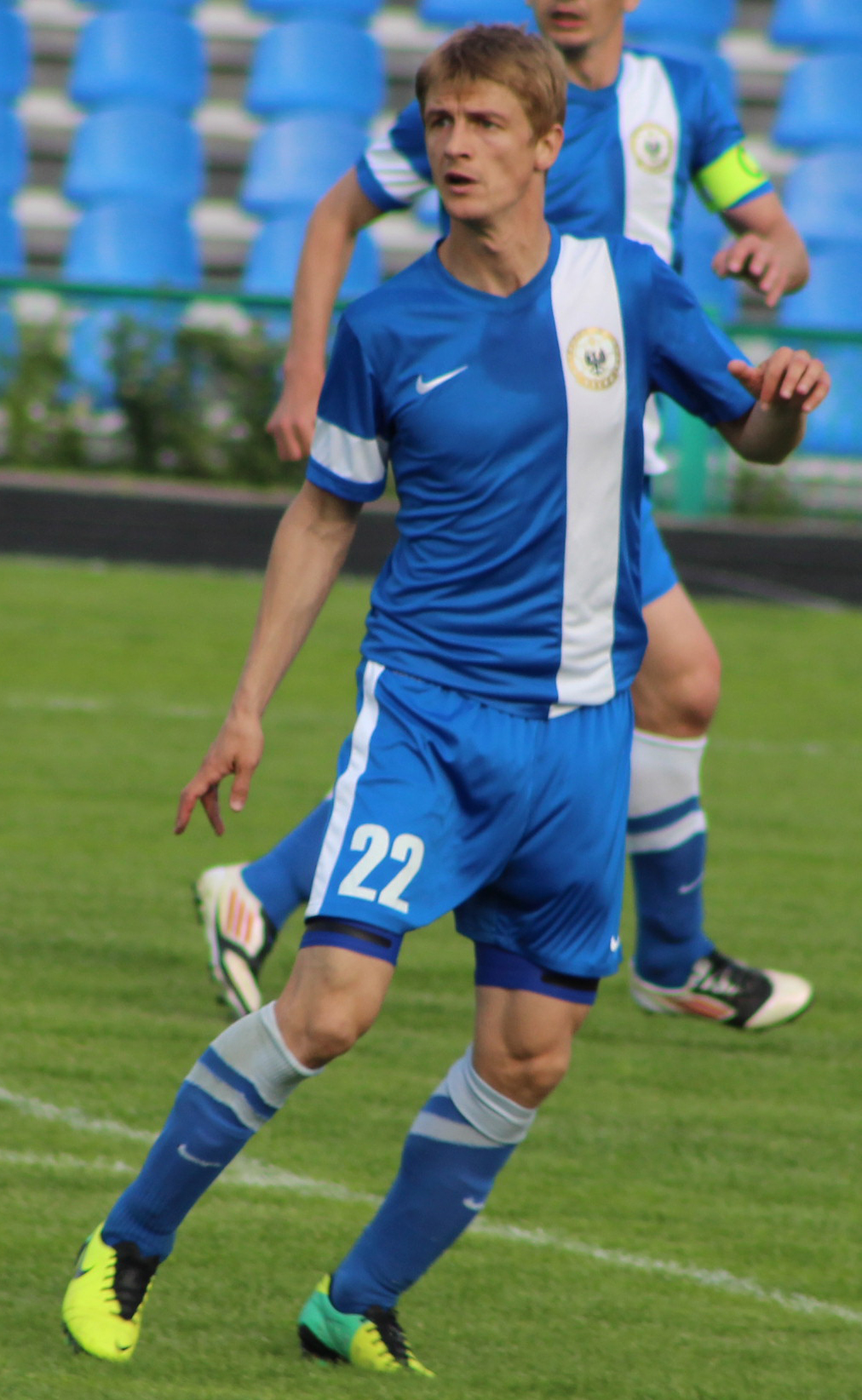
Yarema Kavatsiv

## Referință
1. ↑  Atestarea clubului a eșuat pentru sezonul 2010-2011 și licența a fost retrasă.
„Состоялось заседание Центрального Совета ПФЛ (Meeting of the Professional Football League)” (în rusă). ua.football. 21 iunie 2010. Accesat în 21 iunie 2009.
2. ↑  Nou club format pentru sezonul 2010-11.
„"Десна" буде грати! (Desna will play!)” (în ucraineană). ua.football. 20 iulie 2010. Accesat în 27 iulie 2009.

## Legături externe
| Site-uri oficiale - Official website Arhivat în 24 martie 2019, la Wayback Machine. - Second website | Media \| - Telegram - Vkontakte Arhivat în 29 august 2019, la Wayback Machine. \| - Facebook - Twitter \| - Youtube - Instagram \| |                       |
| - Telegram - Vkontakte Arhivat în 29 august 2019, la Wayback Machine.                                | - Facebook - Twitter | - Youtube - Instagram |